# Saint-Marcel-l’Éclairé
Saint-Marcel-l'Éclairé település Franciaországban, Rhône megyében. Lakosainak száma 568 fő (2022. január 1.). Saint-Marcel-l’Éclairé Tarare, Violay, Affoux, Joux és Saint-Forgeux községekkel határos.

## Népesség
A település népessége az elmúlt években az alábbi módon változott:
| Lakosok száma | 514  | 502  | 525  | 524  | 538  | 541  | 539  | 543  | 568  |
|               | 2013 | 2015 | 2016 | 2017 | 2018 | 2019 | 2020 | 2021 | 2022 |